# Насонов, Арсений Николаевич
Арсе́ний Никола́евич Насо́нов (15 [27] августа 1898; Евпатория, Таврическая губерния — 23 апреля 1965, Москва) — советский историк, археограф, источниковед, историко-географ. Доктор исторических наук (1944).

## Биография
Сын зоолога академика Н. В. Насонова (1855—1939), племянник историка А. А. Корнилова (1862—1925). Братья: биолог Д. Н. Насонов (1895—1957) и инженер-строитель В. Н. Насонов (1900—1987).
В юные годы Арсений Николаевич предполагал посвятить себя архитектуре и учился у Л. В. Руднева (будущего строителя нового здания МГУ), но затем он утвердился в своих исторических интересах. В 1922 году окончил историческое отделение факультета общественных наук Петроградского университета.
С 1924 по 1927 годы — научный сотрудник Отдела нумизматики (отделение античных монет) Государственного Эрмитажа.
С 1935 года, и с небольшими перерывами до 1965 года — научный сотрудник московской группы Историко-археографического института (Института истории АН СССР).
Кандидат исторических наук (1941, тема диссертации: «Монголы и Русь»), доктор исторических наук; (1944, тема диссертации: «Очерки по истории древнерусского летописания»).

## Труды

### Книги
- Монголы и Русь: История татарской политики на Руси. — М..; Л.: Акад. наук СССР. Ин-т истории., 1940. — 178 с.
- Псковские летописи. Вып. 1 / Публикация А. Н. Насонова. — М.; Л., 1941.
- Насонов А. Н. Русская земля и образование территории древнерусского государства: Историко-географическое исследование. — М., 1951.
- Насонов А. Н. История русского летописания XI — начала XVIII в.: Очерки и исследования / Отв. ред. академик Б. А. Рыбаков. — М.: Наука, 1969.

### Статьи
- Юсуповские вотчины в XIX в. // Доклады АН СССР. Сер. В, январь-февраль 1926.
- Из истории крепостной вотчины XIX в. в России // Известия АН СССР. VI сер. Т. XX, 1926. № 7—8.
- Хозяйство крупной вотчины накануне освобождения крестьян в России // Известия АН СССР. VII сер., отд. гуманит. наук. 1928. № 4—7.
- Летописные памятники Тверского княжества // Известия АН СССР. VII сер. Л., 1930.
- О русском областном летописании // Известия АН СССР. Серия истории и философии. 1945. № 4.
- Из истории псковского летописания // Исторические записки. — 1946, т. 18.
- Летописные памятники хранилищ Москвы (новые материалы) // Проблемы источниковедения. М., 1955. Т. IV.
- Материалы и исследования по истории русского летописания // Проблемы источниковедения. М., 1958. Т. VI.
- О тверском летописном материале в рукописях XVII в. // Археографический ежегодник за 1957 г. М., 1958.

### Переиздание трудов
- Насонов А. Н. «Русская земля» и образование территории древнерусского государства: Историко-географическое исследование. Монголы и Русь: История татарской политики на Руси / Послесловие: Ю. В. Кривошеев, М. В. Мандрик. — Изд. 2-е, стереотипное. — СПб.: Наука, 2006. — 416 с. — (Русская библиотека). — 1500 экз. — ISBN 5-02-026935-2.